# Giovanni Rabizzani
Giovanni Rabizzani (Mondolfo, 15 ottobre 1884 – Pistoia, 23 ottobre 1918) è stato uno scrittore, poeta e traduttore italiano.

## Biografia
Critico letterario, storico della letteratura, poeta, saggista, traduttore, Giovanni Rabizzani, figlio dell'avvocato Attilio, si laureò in lettere al Regio Istituto di Studi Superiori Pratici e di Perfezionamento in Firenze, con Guido Mazzoni. Divenne un assiduo redattore della rivista letteraria Il Marzocco, fondata e diretta da  Adolfo e da Angiolo Orvieto, del quotidiano Il Resto del Carlino. Su riviste come Vela latina, Rivista d'Italia, Nuova antologia di lettere, scienze ed arti e su Nuova Rassegna di Letterature Moderne pubblicò studi su I promessi sposi, su Carlo Dossi, su Marino Moretti, su Giosuè Carducci.
La consuetudine con la letteratura italiana, da lui vista nell'ambito della critica crociana, gli fornì argomenti per il Compendio di storia della letteratura italiana (1909). Diede alle stampe, nel 1907, un libro di poesie, dal titolo Odi. Si distinse anche come critico di letterature straniere e stampò studi su Chateaubriand, su Edmond Rostand, su Laurence Sterne.
Per la casa editrice Rocco Carabba curò la collana di traduzioni L'Italia negli scrittori italiani e stranieri, antichi e moderni. Pubblicò anche un'antologia di letteratura italiana per le scuole medie secondarie. Morì di febbre "spagnola".

## Opere

### Poesie
- Poesie (Pauca paucis), Pistoia, 1905
- Sonetti decorativi (Secretum), Firenze, 1906.
- Odi, Prato, Tip. succ. Vestri, C. & G. Spighi, 1907.

### Racconti
- Il pranzo di Pasqua d'un uomo giusto, Palermo, S. Biondo, 1912.

### Critica letteraria
- Studi e ritratti, Firenze, Nuova Rassegna, 1908.
- Compendio di storia della letteratura italiana, Lanciano, R. Carabba, 1909.
- Edmond Rostand: dai Romanesques a Chantecler, Pistoia, D. Pagnini, 1910.
- Pagine di critica letteraria, Pistoia, D. Pagnini, 1911.
- Bozzetti di letteratura italiana e straniera, Lanciano, Carabba, 1914.
- Sterne in Italia: riflessi nostrani dell'umorismo sentimentale, prefazione di Odoardo Gori, Roma, Formiggini, 1920 (postumo).
- Ritratti letterari, a cura di Achille Pellizzari, con una nota di A. F. Formiggini, Firenze, Società anonima editrice Francesco Perrella, 1921 (postumo).

### Resoconti parlamentari
- Giovanni Rabizzani, Ferruccio Rubbiani (a cura di), Sonnino, Risorgimento, Milano, 1920 (postumo).

### Traduzioni
- François-René de Chateaubriand, Viaggio in Italia: 1803-1804: aggiuntevi pagine dai Martiri e dalle Memorie d'oltretomba, traduzione, prefazione e note di Giovanni Rabizzani, Lanciano, R. Carabba, 1910.
- P.-L. Courier, Lettere dall'Italia (1799-1812): aggiuntavi la polemica per la macchia d'inchiostro sul codice laurenziano con un fac-simile della macchia, traduzione, prefazione e note di Giovanni Rabizzani, Lanciano, Carabba, 1910 (ristampa 1919 e 1931).
- I bullettini di Napoleone I: discorsi politici, proclami, messaggi, allocuzioni militari, traduzione prefazione e proemi di Giovanni Rabizzani, Lanciano, Carabba, 1911.